# حرب النجوم الجزء الأول: تهديد الشبح
حرب النجوم الجزء الأول: تهديد الشبح (بالإنجليزية: Star Wars Episode I: The Phantom Menace) هو فيلم ملحي وفضاء أوبرا أمريكي صدر عام 1999. كتبه واخرجه جورج لوكاس. وهو الفيلم الرابع الذي يصدر في سلسلة حرب النجوم والأول من الثلاثية التي تمهد للثلاثية الأصلية التي ظهرت في السبعينات والثمانينات، كما أنه الأول حيث التسلسل الزمني للقصة. الفيلم كان أول مشروع يخرجه جورج لوكاس منذ أكثر من 22 سنة عندما أخرج الفيلم الأول في السلسلة في 1977.
تتبع قصة الفيلم جيداي ماستر كوي جون جين وتلميذه أوبي وان كانوبي اللذان يكلفان بمرافقة وحماية الملكة أميدالا في رحلة من كوكب نابوا إلى كوكب كورستنت في محاولة لإيجاد حل سلمي لنزاع تجاري على نطاق واسع بين الكواكب. الفيلم يضم أيضاً الولد اناكين سكاي ووكر قبل أن يصبح جيداي، حيث يقدم على أنه عبد صغير لديه غير اعتيادي من "القوة"، ويجب التعامل مع العودة الغامضة للسيث، حيث يتم إرسال قاتل يدعى دارث مول لقتله.
بدء لوكاس بإنتاج هذا الفيلم بعد أن تيقن بأن المؤثرات البصرية في الأفلام قد تقدمت إلى المرحلة التي هو يريدها من أجل فلمه الرابع في السلسلة. تصوير الفيلم بدء في 26 يونيو، 1997، في عدة أماكن، من ضمنها استوديوهات ليفيسدون والصحراء التونسية. المؤثرات البصرية شملت الاستخدام المكثف للصورة المولدة بالحاسوب (CGI)، حيث أن بعض الشخصيات والأمكان صممت بالكامل بالحاسوب وغير موجودة على الإطلاق في العالم الحقيقي.
عرض الفيلم لأول مرة في 19 مايو، 1999، بعد 16 سنة من عرض الجزء السابق عودة الجيداي في 19 مايو، 1983. واكب العرض الأول للفيلم تغطية إعلامية واسعة وترقب كبير، بسبب الشهرة الكبيرة جداً التي حققتها الأجزاء السابقة. على الرغم من المراجعات المتفاوتة من النقاد، الذين مدحوا المشاهد البصرية والحركة لكنهم أنتقدوا الكاتبة، والتمثيل. حقق الفيلم إيرادات وصلت إلى 924.3 مليون دولار أمريكي في دور العرض حول العالم، جاعلاً إياه أعلى أفلام حرب النجوم دخلاً. تم إصدار نسخة ثلاثية الأبعاد له في فبراير 2012، وأكسبت الفيلم 102.7 مليون دولار إضافية عند دور العرض، ليصل إجمالي إيرادات الفيلم منذ أطلاقه في 1999 إلى أكثر من مليار دولار. جاعلاً إياه في المركز 12 في قائمة أعلى الأفلام دخلا.

## روابط خارجية
- حرب النجوم الجزء الأول: تهديد الشبح على موقع IMDb (الإنجليزية)
- حرب النجوم الجزء الأول: تهديد الشبح على موقع ميتاكريتيك (الإنجليزية)
- حرب النجوم الجزء الأول: تهديد الشبح على موقع الموسوعة البريطانية (الإنجليزية)
- حرب النجوم الجزء الأول: تهديد الشبح على موقع روتن توميتوز (الإنجليزية)
- حرب النجوم الجزء الأول: تهديد الشبح على موقع نتفليكس (الإنجليزية)
- حرب النجوم الجزء الأول: تهديد الشبح على موقع قاعدة بيانات الأفلام العربية
- حرب النجوم الجزء الأول: تهديد الشبح على موقع ألو سيني (الفرنسية)
- حرب النجوم الجزء الأول: تهديد الشبح على موقع أول موفي (الإنجليزية)
- حرب النجوم الجزء الأول: تهديد الشبح على موقع بوكس أوفيس موجو (الإنجليزية)
- حرب النجوم الجزء الأول: تهديد الشبح على موقع فيلمافينيتي (الإسبانية)

[
[تصنيف:أفلام مصورة في إيطاليا]]